# Hirtiteleas ficusae
Hirtiteleas ficusae är en stekelart som beskrevs av Jean Risbec 1956. Hirtiteleas ficusae ingår i släktet Hirtiteleas och familjen Scelionidae. Inga underarter finns listade i Catalogue of Life.